# Internet Movie Cars Database
Internet Movie Cars Database (IMCDb) — онлайн-база данных об автомобилях, мотоциклах и других транспортных средствах, появляющихся в фильмах, сериалах и в музыкальных видеоклипах.

## История и статистика
База данных была основана в 2004 году бельгийским программистом Антуаном Поттеном для сбора информации о транспортных средствах, использовавшихся в фильмах. По состоянию на 17 февраля 2016 года, 29 518 фильмов были проанализированы и были определены более 430 000 машин, в том числе те, которые используются в альтернативных концовках и в вырезанных сценах. В данный момент на сайте представлено 4 048 различных марок автомобилей и мотоциклов, и 29 682 неопознанных транспортных средства.